# Боривоје Грбић
Боривоје Грбић (Београд, 21. јануар 1972) српски је стрип-цртач, сторибордиста, графички дизајнер и уредник.

## Биографија
Завршио је београдску Вишу политехничку школу, смер графички дизајн. Цртао је ауторске стрипове за београдски магазин ауторског стрипа Шлиц, епизоде популарног комерцијалног серијала „Фактор 4“ по сценаријима Милана Коњевића као и илустрације за културну периодику. Илустровао је „Лучу микрокозма“ Петра II Петровићa Његоша.
Такође је специјализован за визуелне филмске књиге снимања за игране филмове (попут филма Зона мртвих), видео-спотове и ТВ-рекламе. Излагао је на више изложби у Србији и региону. Члан је стрипских радионица „Шлиц“ и „Ђорђе Лобачев“ при Студентском културном центру у Београду. У београдском студију „С. О. К. О.“ координира продукцију око двадесетак нових стрипских серијала за домаћу и страну породичну публику.
Саоснивач је и секретар Удружења стрипских уметника Србије.
Био је басиста београдских рок-група „Виборг Далас“ и „Виен лур“ (некада „Делта 99“), сада свира у групи „Декодер“.

## Галерија
- Анђео води песника, илустрација Боривоја Грбића за Лучу микрокозма П. П. Његоша, 2013.